# Hannes Melin
Hannes Erik William Melin, född 10 maj 1989, uppvuxen i Alingsås, är en hästutbildare.
Han är avbildad på ett svenskt frimärke som representant för fälttävlan tillsammans med hästen Gaston KLG.
Melin var med på Ponny-EM 2005 i fälttävlan med hästen Mustang (Eighty Eight Keys xx 821 - Lambay Boy RC 24 - Lambay Inver RC 4) och kom tvåa. Han vann Nordiska Mästerskapen både individuellt och i lag, och vann även SM.
Han red även JEM 2006 med Roman Whip och vann SM 2006 både för juniorer med Roman Whip och på ponny med Mustang. 
Han tog NM-Guld för unga ryttare med Roman Whip individuellt och guld i lag med Helia 2006.
2007 vann han Junior-SM med Helia (Wildvogel xx 785 - Furidant 500 - Celsius 301), tog silver på Young Rider-SM med Black Profit X och var fyra på Senior-SM med Helia.
Melin red Junior-EM 2007 och tog silver i lag, och en individuell fjärdeplats med Helia.
2008 var han en av två young rider på EM i Kreuth, Tyskland. 
Han red även ett flertal internationella tvåstjärniga klasser, och startade Strömsholms CNC*** samt Segersjö CNC*** 2008.
2009 tog han NM-guld för seniorer både i lag och individuellt tillsammans med Black Profit xx.
Under 2009 har han placerat sig i Msv A:1 och Prix S:t Georges dressyr med hästen Dawson 5.
2010 ingick Melin i svenska fälttävlanslandslagets spetstrupp, samt dressyrlandslagets spetstrupp för Young riders.
Han blev 4:a i finalen i CDIY saumur, i Frankrike med Dawson, samt 4:a i CCI** i Strzegom, Polen med Gaston KLG.
Han red EM för Young riders i fälttävlan och tog individuell silvermedalj samt lagbrons. 
2011 har han placeringar upp till CCI*** fälttävlan och Intemediere 1 dressyr.
Han blev även 4:a på Senior-SM i fälttävlan. 
Melin ingick under 2012 i Svenska Fälttävlanslandslagets utmanartrupp för seniorer. 
2015 red han Breeders Trophy unghästchamponat i alla tre disciplinerna dressyr, hoppning och fälttävlan på olika egenproducerade hästar. 
Han Red även Falsterbo 5- och 6-årschampionat i hoppning, samt 6-årschampionat i dressyr 2015. 
Sedan 2015 rider Melin banhoppning och har placeringar upp till 1,50 hoppning.
2017 red han Falsterbo 7-årschampionat, breeders Trophy för 7-åriga hopphästar, samt Elmia Scandinavian Horse Show för 7-åriga hopphästar med goda resultat.
Han hade även placeringar i CSI2* hoppning internationellt under 2017. 